# لاگونا بیچ (کالیفرنیا)

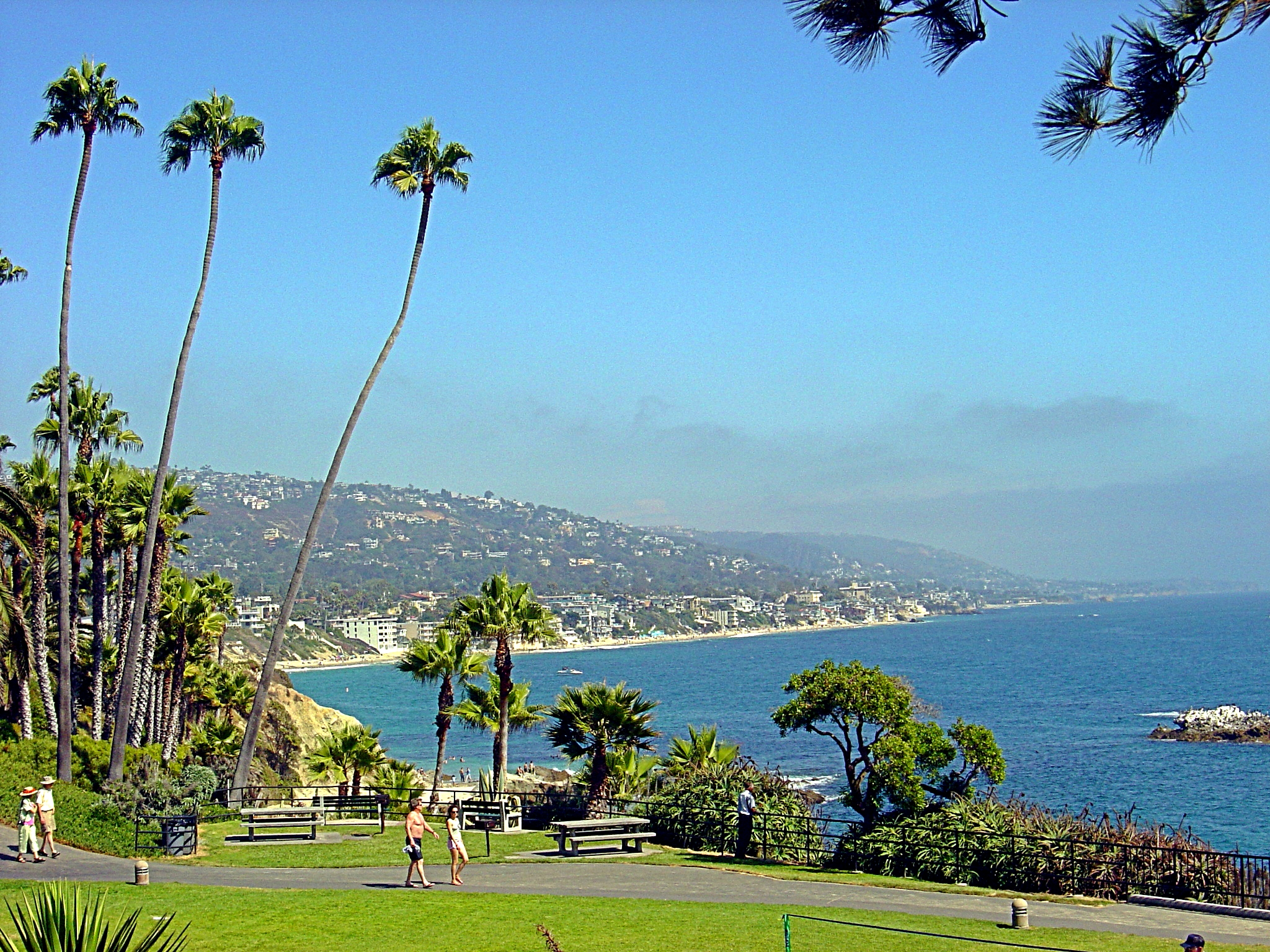

لاگونا بیچ (به انگلیسی: Laguna Beach) یکی از شهرهای کوچک ایالت کالیفرنیا در کشور آمریکا است و در جنوب غربی کلانشهر لس آنجلس واقع شده است. 
این شهر ساحل تفریحی مشهوری دارد و به جهت سواحل زیبایش، تابستان هرساله میزبان گردشگران زیادی است.